# NGC 1033
NGC 1033 è una galassia a spirale situata nella costellazione della Balena, a una distanza di circa 340 milioni di anni luce dalla nostra Via Lattea.

## Scoperta
La galassia è stata scoperta nel 1866 dall'astronomo statunitense Francis Leavenworth.

## Descrizione
NGC 1033 ha una classe di luminosità III e presenta una larga riga a 21 cm dell'idrogeno neutro.
Data la sua luminosità superficiale pari a 14,00, NGC 1033 può essere classificata come una galassia a bassa luminosità superficiale (nella letteratura in lingua inglese abbreviata in LSB, acronimo di Low Surface Brightness). Le galassie LSB sono galassie di tipo diffuso (D) con una luminosità superficiale inferiore di almeno una magnitudine a quella del cielo notturno circostante.

## Supernova
Il 29 ottobre 2010, all'interno di NGC 1033 è stata scoperta la supernova SN 2010jc dall'astronomo amatoriale canadese Jack Newton e dallo statunitense Tim Puckett. La supernova è stata classificata di tipo IIP.